# Столпник

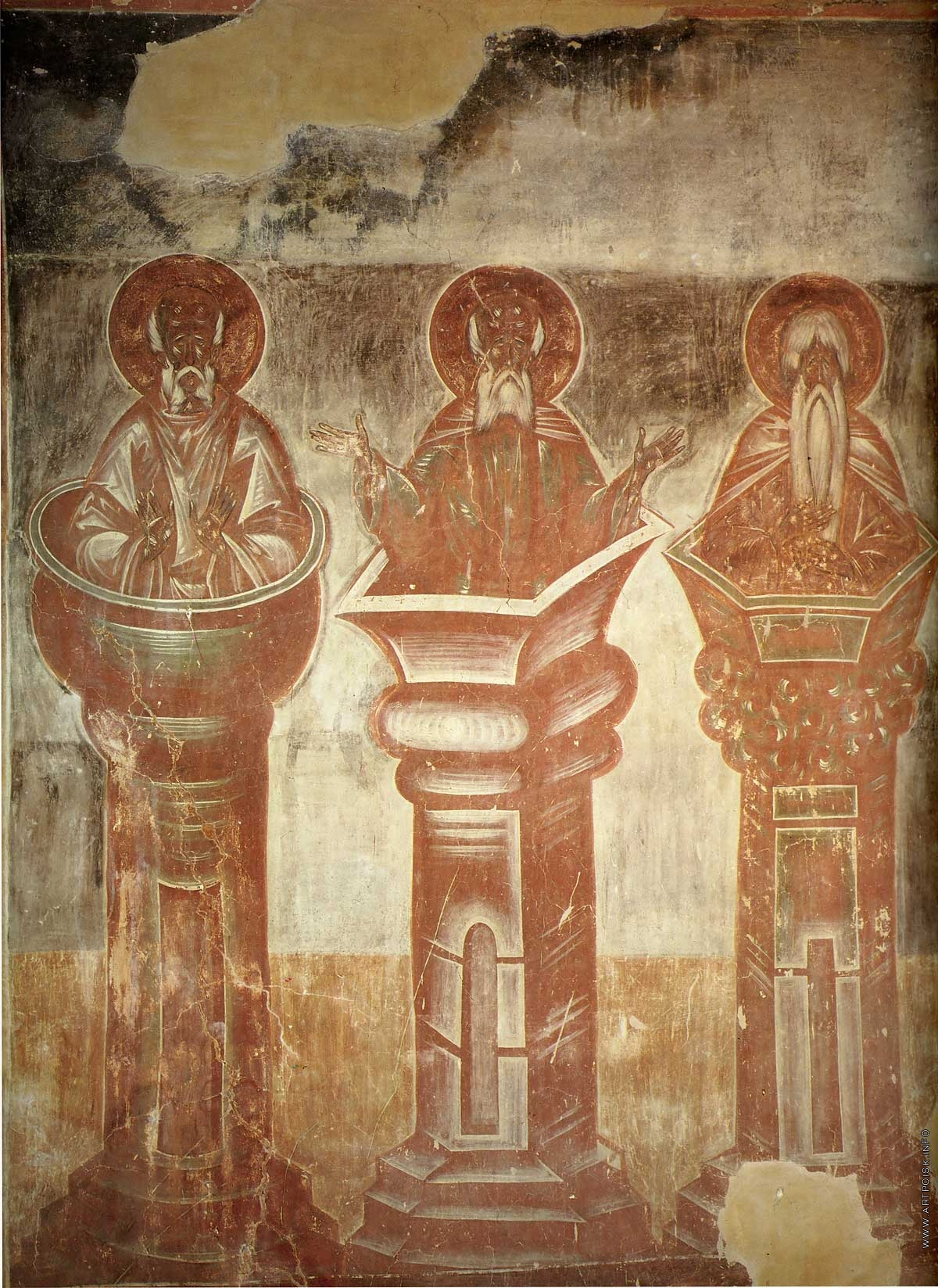
Столпники Симеон старший, Симеон младший Дивногорец, Алипий (фреска церкви Спаса Преображения на Ильине улице, Феофан Грек, 1378 год)

Сто́лпник (греч. στυλίτης, лат. stylita) — христианский святой из числа преподобных, избравший особый вид подвига — непрерывную молитву на «столпе» (открытой возвышенной площадке, камне, башне и т. п.).
Подвиги стояния на столпе ради благочестия встречаются ещё ранее IV века: например, святой Ефрем Сирин в 29 поучении к египетским монахам говорит, что он видел человека, который ради добродетели стоял на столпе. Однако основателем столпничества христианская традиция считает сирийского монаха Симеона Столпника, по сообщению современников, подвизавшегося на столпе более 30 лет. Симеон пользовался исключительным авторитетом в христианском мире, к нему стекались толпы верующих за советом и наставлением, писали письма императоры, почитание его как святого распространилось ещё при его жизни, особенно в сирийских общинах.
Считается, что действию Симеона последовали в V веке преподобный Даниил (память 11 декабря), в VI веке — преподобный Иоанн и Симеон Дивногорец, в отличие от первого Симеона (Столпника) называемый младшим (память 24 мая), в VII веке — Алипий, подвизавшийся на столпе 66 лет (память 26 ноября), в VIII веке — Феодосий, столпник едесский (память 9 июля), в X веке — преподобный Лука Новый Столпник, 45 лет пребывший на столпе (память 11 декабря), в XI веке — преподобный Лазарь Галисийский из Эфеса (память 30 июля), в XII веке — преподобный Никита Переяславский (память 24 мая), в XV веке — преподобный Савва Вишерский, скончавшийся в 1460 году (память 1 октября).
Единственным известным столпником Западной Церкви стал преподобный Вульфила (+ ок. 594), совершавший свой подвиг в суровом климате на вершинах Арденн.
Образки с изображением столпников, которые приносили с собой паломники, возвращаясь после посещения этих подвижников (которые, видимо, могли благословлять эти образки), сыграли существенную роль в развитии иконопочитания.
В Восточной Европе одним из первых столпников считается преподобный Кирилл Туровский (XII век), сейчас особо почитаемый в Белоруссии.
Столпничество как вид затворничества могло осуществляться и в подземных столпах-пещерах (преподобный Никита Переяславский), и в специально построенных кельях затворника на территории монастыря.
Преподобный Серафим Саровский, подражая святому Симеону, 1000 дней молитвенно предстоял Богу на камне[когда?].

## В литературе
Герой книги Милорада Павича «Хазарский словарь» Гргур Бранкович получил прозвище столпник за то, как он был замучен в турецком плену. Его водрузили на верхушку греческой колонны, приказав троим лучникам стрелять в него и обещав, что отпустят, если после пяти стрел он останется жив. Но лучники выпустили в Гргура 17 стрел, после чего он упал с колонны мертвым. «На этом месте вырос дикий виноград — его никогда не продают и не покупают, это считается грехом».
Хэнк Морган (Марк Твен, «Янки из Коннектикута при дворе короля Артура») находит применение «даровой» энергии столпника для открытия фабрики по пошиву рубашек, которые сбывает всем дворянам королевства под маркой «Рубашки Св. столпника».
В повести Николая Лескова «Скоморох Памфалон» византийский придворный Ермий становился столпником. После 30 лет, проведенных на скале, он впадает в отчаяние от мысли, что на земле нет людей, достойных вечной жизни. И тогда Голос приказывает ему сойти со столпа, отправляться в Дамаск и найти там некоего Памфалона. Ермий отыскивает скомороха Памфалона, который рассказывает ему историю своей жизни.